# Tövsrűleh járás
Tövsrűleh járás (mongol nyelven: Төвшрүүлэх сум) Mongólia Észak-Hangáj tartományának egyik járása. Területe 1200 km². Népessége kb. 3438 fő.
Székhelye Tavan bulag (Таван булаг).